# Steve Giannelli
Pour les articles homonymes, voir Giannelli.
Steve Giannelli est un acteur américain. Après quelques apparitions dans des séries télévisées, il a joué dans trois films du réalisateur Roland Emmerich.

## Filmographie

### Cinéma
- 1986 : Touch and Go : The Chicago Eagles
- 1994 : Stargate, la porte des étoiles : Lieutenant Porro
- 1995 : Dominion : Perelli
- 1996 : Independence Day : technicien radar
- 1998 : Godzilla : Jules
- 1998 : Jack Frost : arbitre
- 2001 : Zigs : joueur de hockey
- 2004 : What Should You Do ? (Série télévisée, 1 épisode) : Officier de police
- 2008 : Jake's Corner : Shoots
- 2010 : Hole in One : Dan Daniels

### Télévision

#### Séries télévisées
- 1984 - 1993 : Cheers : Steve (28 épisodes)
- 1986 : Côte ouest : Phil Harbert (jeune) (4 épisodes)